# 唐成公
唐成公（？—？），中国春秋时期唐国的国君。鲁定公三年（前507年），唐成公去楚国。鲁定公四年（前506年），他和吴王阖闾、蔡昭侯一起攻打楚国，攻克郢都。鲁定公五年（前505年），楚国报复，灭掉了唐国。